# Andrzej Wasilewski
Andrzej Władysław Wasilewski (* 1939 in Krakau) ist ein polnischer Umweltrechtler und emeritierter Professor an der Jagiellonen-Universität in Krakau. Zu seinen Forschungsgebieten gehören das Umwelt- und Naturschutzrecht Polens. Er war am dortigen Institut für Verwaltungsrecht (polnisch Wydział Prawa i Administracji) am Lehrstuhl für Naturschutzrecht (polnisch Katedra Prawa Ochrony Środowiska) tätig sowie Richter am Obersten Gericht Polens. Er war mehrmals Gastforscher und Referent an der Universität Augsburg und nahm am zweiten Warnemünder Naturschutzrechtstag (19. und 20. September 1996) teil. 2011 wurde ihm der Orden Polonia Restituta verliehen.

## Werke
- Polen. In: Armin von Bogdany, Sabino Cassese, Peter Michael Huber (Hrsg.): Handbuch Ius Publicum Europaeum. Bd. 4: Verwaltungsrecht in Europa: Wissenschaft. C. F. Müller, Heidelberg 2011, ISBN 978-3-8114-4144-6, S. 229–262 (Vorschau). Mit Kurzvorstellung Wasilewskis auf S. IX.

## Belege
1. ↑  Verleihungsverordnung. 2011 (polnisch). des polnischen Präsidenten vom 15. Juli 2011.

| Personendaten    | Personendaten                                      |
| ---------------- | -------------------------------------------------- |
| NAME             | Wasilewski, Andrzej                                |
| ALTERNATIVNAMEN  | Wasilewski, Andrzej Władysław (vollständiger Name) |
| KURZBESCHREIBUNG | polnischer Rechtswissenschaftler                   |
| GEBURTSDATUM     | 1939                                               |
| GEBURTSORT       | Krakau                                             |